# La soberana del campo de oro
La Soberana del Campo de Oro (italiano: La Sovrana del Campo d'Oro) es una novela de aventuras del escritor italiano Emilio Salgari. Fue publicada en 1905.

## Trama
Miss Annie Clayfert, conocida como la Soberana del Campo de Oro es una bella joven cuyo padre ha sido raptado por unos bandidos que piden un enorme rescate. Sin otro recurso que su atractivo, Annie se somete a una subasta pública. Quien puje más alto, obtendrá su mano, y así ella obtendrá el dinero para liberar a su progenitor.